# 姬鴞
姬鴞（學名Micrathene whitneyi），又名嬌鵂鶹，是分佈在墨西哥及美國西南部的一種貓頭鷹。它們是世界上最細小的貓頭鷹，其次是鵂鶹屬。它們高5-12吋，翼展15-16吋，尾巴很短。它們的主羽差不多長過尾巴。它們的腳很長。它們重1-1.4安士。它們會於暮晨出沒，被此對唱。

## 繁殖
姬鴞一般會用啄木鳥在巨人柱、無花果樹、楊屬及其他硬木所捨棄的鳥巢。雌鳥每次會生3隻蛋，蛋白而圓。孵化期為3星期。雛鳥要10星期大才換羽。到了7月下旬，它們已經換完羽，並可以獨立生活。

## 行為
姬鴞棲息在查帕拉爾的環境，於繁殖期間很易見到它們。

## 遷徙
姬鴞會在春天及夏天遷徙到亞利桑那州及新墨西哥州。到了冬天，它們會到墨西哥中部及南部。到了8月中或5月初，它們就向北回家。

## 食性
姬鴞主要吃昆蟲，故此會住在樹多的地方。由於龍舌蘭屬及奥科提羅樹之上有很多蛾及昆蟲棲息，故此很適合它們覓食。它們也會吃蠍子，懂得如何去掉它們的刺。它們會追捕飛行中的昆蟲，飛行的樣式像霸鶲。

## 亞種
- M. w. idonea：分佈在德克薩斯州東南部至墨西哥中部，是一種留鳥；
- M. w. sanfordi：分佈在下加利福尼亞州最南端；
- M. w. graysoni：分佈在索科羅島（Socorro Island），可能於1970年已經滅絕。

## 外部連結
- fireflyforest.net （页面存档备份，存于）
- VIREO （页面存档备份，存于）